# FK Javor Ivanjica
A(z) Habitfarm Javor Ivanjica (szerbül: Фудбалски клуб Хабитфарм Јавор Ивањица) egy szerb labdarúgócsapat, székhelye Ivanjica városában található. Jelenleg a szerb élvonalban szerepel.

## Korábbi elnevezései
- 1912–2005: Javor

2005 óta jelenlegi nevén szerepel.

## Története
Szerbiában még kevés helyen ismerték a labdarúgást, amikor egy tanuló, Milan Dadojević behozta az első futball-labdát Ivanjica városába. A helyi fiatalság kitörő lelkesedéssel fogadta az új játékot, majd nem sokkal később megalapították első klubjukat, amely a Javor nevet viselte. Néhány edzés, illetve a szabályokkal történő ismerkedést követően minden készen állt arra, hogy a csapat végre valódi mérkőzésen, nézők előtt méretesse meg magát. 
Sajnos a világháborúk gátat szabtak valódi tétmérkőzések megrendezéséhez, ezért barátságos találkozón mérte fel tudását az ivanjicai labdarúgók csapata. Az első jelentősebb eredményeket 1958 és 1962 között érte el, mikor a klub a jugoszláv másodvonalban versengett.
A később többnyire az alsóbb osztályokban vitézkedő ivanjicai gárda a 2001–02-es szezonban feljutott a jugoszláv élvonalba, és a klub fennállásának 90. évfordulóját első osztályú mérkőzésekkel koronázta. 
A helyi labdarúgóstadionban a 2004–05-ös szezonban – miután a csapat egy idénnyel korábban kiesett az élvonalból – újra első osztályú mérkőzéseket rendeztek (ekkor már Szerbia és Montenegró égisze alatt). A jelentősebb eredmények elmaradtak, majd a 2007–08-as idényben a csapat újra elbúcsúzott az élvonaltól. A búcsú fájó volt ugyan, de a másodosztályban új szárnyakra kapott a csapat: 34 mérkőzésen át veretlen maradt, így – a másodosztályú rekordbeállítás kíséretében – a 2008–09-es szezont már a legjobbak között kezdte meg.

## Külső hivatkozások
- Hivatalos honlap (szerbül)
- Adatlapja az uefa.com-on (angolul)